# Atypical
Atypical is een Amerikaanse comedy-drama-televisieserie gemaakt door Robia Rashid voor Netflix. De serie focust zich op het leven van de 18-jarige Sam Gardner (Keir Gilchrist), die autistisch is. De serie telt 4 seizoen en 38 afleveringen. 
Het eerste seizoen werd uitgebracht op 11 augustus 2017, bestaande uit acht afleveringen. Het tweede seizoen van 10 afleveringen werd uitgebracht op 7 september 2018. In oktober 2018 werd de serie verlengd voor een derde seizoen van tien afleveringen, dat op 1 november 2019 werd uitgebracht. In februari 2020 werd de serie verlengd voor een vierde en laatste seizoen, dat op 9 juli 2021 in première ging.
Het eerste seizoen kreeg overwegend positieve recensies. Het werd echter door sommige bronnen sterk bekritiseerd vanwege het gebrek aan autistische acteurs en onnauwkeurigheden in de weergave van autisme. Het tweede seizoen bevatte autistische acteurs en schrijvers, waardoor ze de kans kregen om te werken en hun gemeenschap te vertegenwoordigen, en ontving overwegend positieve recensies. Het derde seizoen zette deze positieve ontwikkeling voort en kreeg overweldigend positieve recensies.

## Rolverdeling
| Acteur               | Rol                 | Type rol                                                        | Opmerking |
| -------------------- | ------------------- | --------------------------------------------------------------- | --- |
| Keir Gilchrist       | Samuel Gardner      | Hoofdrol seizoen 1-4                                            | Een 18-jarige jongen met autisme. Hij heeft veel interesse in Antarctica en pinguïns.                                                                         |
| Brigitte Lundy-Paine | Casey Gardner       | Hoofdrol seizoen 1-4                                            | De 16-jarige zus van Samuel |
| Jennifer Jason Leigh | Elsa Gardner        | Hoofdrol seizoen 1-4                                            | De overbezorgde moeder van Samuel en Casey |
| Michael Rapaport     | Doug Gardner        | Hoofdrol seizoen 1-4                                            | De vader van Casey en Samuel, en de echtgenoot van Elsa. Hij is een medisch noodtechnicus.                                                                    |
| Amy Okuda            | Julia Sasaki        | Hoofdrol seizoen 1 en 2 Terugkerend seizoen 3 Gastrol seizoen 4 | Samuel's therapeut |
| Nik Dodani           | Zahid Raja          | Terugkerend seizoen 1-4                                         | Samuel's beste vriend die samen met Samuel bij Techtropolis werkt                                                                                             |
| Jenna Boyd           | Paige Hardaway      | Terugkerend seizoen 1-4                                         | Samuel's goed presterende vriend en later vriendin |
| Graham Rogers        | Evan Chapin         | Terugkerend seizoen 1-3 gastrol seizoen 4                       | Casey's vriend tot het einde van seizoen 3. Hij werkt bij een locale pizzatent, maar bedenkt later dat hij net als Doug een medisch noodtechnicus wil worden. |
| Fivel Stewart        | Izzie Taylor        | Terugkerend seizoen 2 en 3 Hoofdrol seizoen 4                   | Een leerling van de Casey's nieuwe school. Casey en Izzie worden beste vrienden en daarna vriendinnen.                                                        |
| Christina Offley     | Sharice             | Bijrol seizoen 1,2 en 4 Gastrol seizoen 3                       | Casey's beste vriendin van vroeger |
| Kevin Daniels        | Coach Briggs        | Bijrol seizoen 1-4                                              | |
| Rachel Redleaf       | Beth Chapin         | Bijrol seizoen 1-4                                              | De zus van Evan |
| Ariela Barer         | Bailey Bennett      | Bijrol seizoen 1 en 2                                           | |
| Karl T. Wright       | Chuck               | Bijrol seizoen 1,3 en 4                                         | Een collega van Doug |
| Anthony Jacques      | Christopher         | Bijrol seizoen 1 en 2                                           | |
| Wendy Braun          | Kathy               | Bijrol seizoen 1-4                                              | |
| Raúl Castillo        | Nick                | Bijrol seizoen 1 Gastrol seizoen 2                              | Een barman waarmee Elsa een affaire had |
| Kimmy Gatewood       | Coach Crowley       | Bijrol seizoen 2-4                                              | |
| Nina Ameri           | Luisa               | Bijrol seizoen 1-4                                              | Een vriend van Elsa |
| Angel Laketa Moore   | Megan               | Bijrol seizoen 2-4                                              | Een vriendin van Doug bij de autisme-ondersteuningsgroep. |
| Layla Weiner         | Amber               | Bijrol seizoen 2-4                                              | De dochter van Megan |
| Domonique Brown      | Jasper              | Bijrol seizoen 2-4                                              | Een jongen die net als Sam bij Denton gaat studeren |
| Tal Anderson         | Sid                 | Bijrol seizoen 2-4                                              | Een nieuwe vriend van Sam die helpt bij de Denton Invaliditeitsservice                                                                                        |
| Naomi Rubin          | Noelle              | Bijrol seizoen 2-4                                              | Een meisje van de autismegroep van Sam die ook bij Denton University gaat studeren                                                                            |
| Graham Phillips      | Nate                | Bijrol seizoen 2 Gastrol seizoen 3                              | De voormalige vriend van Izzie |
| Casey Wilson         | Ms. Whitaker        | Bijrol seizoen 2                                                | |
| Major Curda          | Arlo                | Gastrol seizoen 1 Bijrol seizoen 2                              | |
| Jeff Rosenthal       | Bob                 | Gastrol seizoen 1 en 2 Bijrol seizoen 3 en 4                    | De manager van Techtropolis |
| Sara Gilbert         | Professor Judd      | Bijrol seizoen 3 en 4                                           | Samuel's ethiekdocent op Denton University |
| Allie Rae Treharne   | Gretchen            | Bijrol seizoen 3 en 4                                           | Zahid's ongemakkelijke vriendin |
| Kimia Behpoornia     | Abby                | Bijrol seizoen 3 en 4                                           | Een medestudent en vriend van Sam bij Denton University |
| Eric McCormack       | Professor Shinerock | Bijrol seizoen 3 en 4                                           | Samuel's kunstdocent op Denton University |
| Jenny O'Hara         | Lillian             | Bijrol seizoen 3 en 4                                           | Elsa's moeder |

## Afleveringen
| #         | Aflevering in seizoen | Titel                                    | Regisseur             | Schrijver(s)                         | Releasedatum Netflix |
| Seizoen 1 | Seizoen 1             | Seizoen 1                                | Seizoen 1             | Seizoen 1                            | Seizoen 1            |
| --------- | --------------------- | ---------------------------------------- | --------------------- | ------------------------------------ | -------------------- |
| 1         | 1                     | "Antarctica"                             | Seth Gordon           | Robia Rashid                         | 11 augustus 2017     |
| 2         | 2                     | "A Human Female"                         | Michael Patrick Jann  | Mike Oppenhuizen                     | 11 augustus 2017     |
| 3         | 3                     | "Julia Says"                             | Michael Patrick Jann  | Brian Tanen                          | 11 augustus 2017     |
| 4         | 4                     | "A Nice Neutral Smell"                   | Seth Gordon           | Annabel Oakes                        | 11 augustus 2017     |
| 5         | 5                     | "That's My Sweathirt!"                   | Michael Patrick Jann  | Dennis Saldua                        | 11 augustus 2017     |
| 6         | 6                     | "The D-Train to Bone Town"               | Michael Patrick Jann  | Mike Oppenhuizen Jen Regan           | 11 augustus 2017     |
| 7         | 7                     | "I Lost My Poor Meatball"                | Joe Kessler           | Robia Rashid                         | 11 augustus 2017     |
| 8         | 8                     | "The Silencing Properties of Snow"       | Michael Patrick Jann  | Robia Rashid                         | 11 augustus 2017     |
| Seizoen 2 |                       |                                          |                       |                                      |                      |
| 9         | 1                     | "Juiced!"                                | Joe Kessler           | Robia Rashid                         | 7 september 2018     |
| 10        | 2                     | "Penguin Cam and Chill"                  | Ryan Case             | Robia Rashid                         | 7 september 2018     |
| 11        | 3                     | "Little Dude and the Lion"               | Silver Tree           | Theresa Mulligan Rosenthal           | 7 september 2018     |
| 12        | 4                     | "Pants on Fire"                          | Geeta Patel           | Mike Oppenhuizen                     | 7 september 2018     |
| 13        | 5                     | "The Egg Is Pipping"                     | Wendey Stanzler       | Bob Smiley                           | 7 september 2018     |
| 14        | 6                     | "In the Dragon's Lair"                   | Silver Tree           | Robia Rashid                         | 7 september 2018     |
| 15        | 7                     | "The Smudging"                           | Pam Thomas            | Robia Rashid Dennis Saldua           | 7 september 2018     |
| 16        | 8                     | "Living at an Angle"                     | Pete Chatmon          | Jen Regan Theresa Mulligan Rosenthal | 7 september 2018     |
| 17        | 9                     | "Ritual-licious"                         | Ryan Case             | Mike Oppenhuizen D.J. Ryan           | 7 september 2018     |
| 18        | 10                    | "Ernest Shackleton's Rules for Survival" | Ken Whittingham       | Robia Rashid                         | 7 september 2018     |
| Seizoen 3 |                       |                                          |                       |                                      |                      |
| 19        | 1                     | "Best Laid Plans"                        | Ryan Case             | Robia Rashid                         | 1 november 2019      |
| 20        | 2                     | "Standing Sam"                           | Rebecca Asher         | Theresa Mulligan Rosenthal           | 1 november 2019      |
| 21        | 3                     | "Cocaine Pills and Pony Meat"            | Victor Nelli Jr.      | Bob Smiley                           | 1 november 2019      |
| 22        | 4                     | "Y.G.A.G.G."                             | Wendey Stanzler       | Mike Oppenhuizen                     | 1 november 2019      |
| 23        | 5                     | "Only Tweed"                             | Victor Nelli Jr.      | D.J. Ryan                            | 1 november 2019      |
| 24        | 6                     | "The Essence of a Penguin"               | Michael Medico        | Mike Oppenhuizen Lauren Moon         | 1 november 2019      |
| 25        | 7                     | "Shrinkage"                              | Annabel Oakes         | Bob Smiley Nicole Betz               | 1 november 2019      |
| 26        | 8                     | "Road Rage Paige"                        | Ken Whittingham       | Robia Rashid                         | 1 november 2019      |
| 27        | 9                     | "Sam Takes a Walk"                       | Robia Rashid          | Robia Rashid Annie Mebane            | 1 november 2019      |
| 28        | 10                    | "Searching for Brown Sugar Man"          | Ken Whittingham       | Robia Rashid                         | 1 november 2019      |
| Seizoen 4 |                       |                                          |                       |                                      |                      |
| 29        | 1                     | "Magical Bird #1"                        | Tom Magill            | D.J. Ryan                            | 9 juli 2021          |
| 30        | 2                     | "Master of Penguins"                     | Michael Medico        | Bob Smiley                           | 9 juli 2021          |
| 31        | 3                     | "You Say You Want a Revolution"          | Rebecca Asher         | Mike Oppenhuizen                     | 9 juli 2021          |
| 32        | 4                     | "Starters and Endings"                   | Angela Tortu          | Robia Rashid                         | 9 juli 2021          |
| 33        | 5                     | "Dead Dreams"                            | Heather Jack          | Nicole Betz                          | 9 juli 2021          |
| 34        | 6                     | "Are You in Fair Health?"                | Jennifer Arnold       | Bob Smiley                           | 9 juli 2021          |
| 35        | 7                     | "Channel the Cat"                        | Fernando Sariñana     | Mike Oppenhuizen                     | 9 juli 2021          |
| 36        | 8                     | "Magical Bird #2"                        | Robia Rashid          | Robia Rashid                         | 9 juli 2021          |
| 37        | 9                     | "Player's Ball"                          | Kevin Rodney Sullivan | Mike Oppenhuizen                     | 9 juli 2021          |
| 38        | 10                    | "Dessert at Olive Garden"                | Michael Medico        | Robia Rashid                         | 9 juli 2021          |